# Палкино (Грязовецький район)
Па́лкино (рос. Палкино) — присілок у складі Грязовецького району Вологодської області, Росія. Входить до складу Перцевського сільського поселення.

## Населення
Населення — 201 особа (2010; 186 у 2002).
Національний склад (станом на 2002 рік):
- росіяни — 99 %